# San Carlos (Kalifornia)
San Carlos város az USA Kalifornia államában, San Mateo megyében. Lakosainak száma 30 722 fő (2020).

## Népesség
A település népességének változása:

| 2010 | 28 406 |
| 2020 | 30 722 |